# Și mai morocănoși
Și mai morocănoși (titlu original: Grumpier Old Men) este un film american din 1995 regizat de Howard Deutch. În rolurile principale joacă actorii Walter Matthau și Jack Lemmon. Este continuarea filmului Morocănoșii din 1993.

## Prezentare
Lucrurile nu par să se fi schimbat prea mult în Județul Wabasha din Minnesota: Max (Walter Matthau) și John (Jack Lemmon) încă se mai luptă între ei după 35 de ani, bunicul încă bea, fumează și aleargă după femei și nimeni nu a fost încă capabil de a prinde irealul "Somn vânător", un somn gigantic care pare că zâmbește doar către pescarii care încearcă în zadar să-l prindă în cursă. În urmă cu șase luni, John s-a căsătorit cu noua fată din oraș, Ariel (Ann-Margret); și oamenii încep să suspecteze că Max ar simți nevoia să aibă ceva asemănător în viața sa. Singura bucurie în viață pe care Max pretinde că o mai are este pescuitul. Însă lucrurile se vor schimba rapid odată cu apariția noului proprietar al magazinului de momeli, Maria (Sophia Loren).

## Distribuție
- Walter Matthau ca Max Goldman
- Jack Lemmon ca John Gustafson Jr.
- Ann-Margret ca Ariel Truax Gustafson
- Sophia Loren ca Maria Sophia Coletta Raghetti Goldman
- Ann Morgan Guilbert ca Francesca "Mama" Ragetti
- Burgess Meredith ca John Gustafson Sr.
- Daryl Hannah ca Melanie Gustafson
- Kevin Pollak ca Jacob Goldman
- Katie Sagona ca Allie (Melanie's daughter)